# Henioche (Tochter des Kreon)
Henioche (altgriechisch Ἡνιόχη Hēnióchē) ist eine Gestalt der griechischen Mythologie.
Henioche war eine Tochter des thebanischen Königs Kreon. Zusammen mit ihrer Schwester Pyrrha hatte sie ein steinernes Standbild vor dem Tempel des Apollon Ismenios in Theben, das Pausanias erwähnt.
Möglicherweise findet sich in der Gestalt der Henioche ein Reflex einer alten, böotischen Lokalgottheit, die mit Hera verschmolz und in der Epiklesis Henioche für Hera in der böotischen Stadt Lebadeia noch zu fassen ist.